# 寺地拳四朗 対 アンソニー・オラスクアガ戦
寺地拳四朗 対 アンソニー・オラスクアガ戦（てらじけんしろうたいアンソニーオラスクアガせん）は、2023年4月8日に東京都江東区の有明アリーナで開催されたプロボクシングの試合。WBAスーパー・WBC世界ライトフライ級王者の寺地拳四朗が1階級上のWBA世界フライ級2位のアンソニー・オラスクアガと対戦する2団体防衛戦。この試合は日本国内ではAmazon Prime Video、アメリカではESPN+で放送された。当初はWBO世界ライトフライ級王者のジョナサン・ゴンサレスと3団体王座統一戦を予定していたが欠場した為代役を立てて防衛戦を行う事となった。

## 経緯

### 両者の王座獲得から防衛まで
2017年5月20日、有明コロシアムで寺地がWBC世界ライトフライ級王者ガニガン・ロペス（メキシコ）と対戦し、12回2-0（115-113×2、114-114）の判定勝ちを収めプロ10戦目にして王座獲得に成功した。
2017年10月22日、両国国技館で寺地が元WBC世界ライトフライ級王者でWBC世界ライトフライ級1位のペドロ・ゲバラ（メキシコ）と対戦し、12回2-0（115-113、116-112、114-114）の判定勝ちを収め、初防衛に成功した。
2017年12月30日、横浜文化体育館で行われた「FUJI BOXING 2017」で寺地がWBC世界ライトフライ級11位でWBAフェデカリブライトフライ級王者のヒルベルト・ペドロサ（パナマ）と対戦し、4回1分12秒TKO勝ちを収め、2度目の防衛に成功した。
2018年5月25日、大田区総合体育館で寺地が元WBC世界ライトフライ級王者でWBC世界ライトフライ級1位のガニガン・ロペスと再戦し、2回1分58秒KO勝ちを収め3度目の防衛に成功した。
2018年10月7日、横浜アリーナで寺地が元IBF世界ライトフライ級王者のミラン・メリンド（フィリピン）と対戦し、7回2分47秒TKO勝ちを収め4度目の防衛に成功した。
2018年12月30日、大田区総合体育館で寺地がWBCライトフライ級8位のサウル・フアレス（メキシコ）と防衛戦を行い、3-0（119-109×2、120-108）の判定勝ちを収め、5度目の防衛に成功した 。
2019年7月12日、大阪府立体育会館第1競技場で寺地がWBCライトフライ級1位のジョナサン・タコニング（フィリピン）と防衛戦を行い、3回の途中で偶然のバッティングによりタコニングが負傷したことで減点を取られたが、4回に右ストレートでタコニングをマットに沈め、4回1分0秒TKO勝ちで6度目の防衛に成功した。
2019年12月23日、横浜アリーナで寺地が元WBA世界ライトフライ級暫定王者でWBC世界ライトフライ級14位のランディ・ペタルコリン（フィリピン）対戦し、3回に右ボディフックなどで一気に3度のダウン、4回に左ボディフックを決めて4度目のダウンを奪ったところでレフェリーが試合を止め、4回1分8秒TKO勝ちを収め、7度目の防衛に成功した。
2021年4月24日、大阪府立体育会館で寺地がWBC世界ライトフライ級1位の久田哲也（ハラダ）と対戦し、2回にワンツーでダウンを奪うなどして、12回3-0（119-108、118-109×2）で判定勝ちを収め、8度目の防衛に成功した。
2021年9月22日、京都市体育館で寺地がWBC世界ライトフライ級1位で元日本ライトフライ級王者の矢吹正道（緑）と対戦し、10回2分59秒TKO負けを喫し9度目の防衛に失敗、王座から陥落した。
2021年10月16日、カリフォルニア州フレズノのチュクチャンシ・パークでゴンザレスが指名挑戦者としてWBO世界ライトフライ級王者のエルウィン・ソト （メキシコ）と対戦し、12回2-1（116-112×2、112-116）の判定勝ちを収め王座獲得に成功した。
2022年3月19日、京都市体育館で寺地がWBC世界ライトフライ級王者の矢吹正道と6か月ぶりにダイレクトリマッチで再戦し、3回1分11秒KO勝ちを収め王座返り咲きに成功した。
2022年6月24日、フロリダ州キシミーのオセオラヘリテージパークでゴンザレスがWBO世界ライトフライ級9位のマーク・アンソニー・バリガ（フィリピン）と対戦し、12回3-0（117-111×2、115-113）の判定勝ちを収め初防衛に成功した。
2022年11月1日、さいたまスーパーアリーナで寺地とゴンザレスが世界戦を行う。寺地はWBA世界ライトフライ級スーパー王者京口紘人（ワタナベ）と2団体王座統一戦を行い、7回2分36秒TKO勝ちを収め返り咲いたWBC王座の初防衛及びWBA王座を獲得し王座統一、更に京口が保持していたリングマガジン王座も獲得した。一方のゴンザレスはWBO世界ライトフライ級2位岩田翔吉(帝拳）と対戦し、3-0（117-111、116-112×2）の判定勝ちを収め2度目の防衛に成功した。ゴンザレスは試合後に「私はWBOの勝者です。寺地さん、京口さんの勝者とここ日本で勝負したい」とコメントしており、その後メインイベントで勝利し王座統一を果たした寺地も「この試合前にゴンサレス選手と話して、統一戦をやろうと言っていた。実現に近づいたと思うので、みなさん『やろうぜ、やろうぜ』と言ってください！」と3団体統一戦を熱望した。

### ダブル世界戦後から試合決定まで
2022年11月2日、WBA・WBC世界ライトフライ級統一王者となった寺地が、三迫ジムで記者会見を開いた。寺地は「勝ったときの解放感が今までで一番大きい。大きい仕事をしたという感覚はある」と語り、「2ラウンドくらいからジャブがより当たり出して、のみこんでいけたかなと思う。途中いきすぎて危ないシーンになったのはすごく反省している」と試合を振り返った。また試合後リングを降り通路を歩いていると、セミファイナルで2度目の王座防衛を果たしたWBO王者のゴンザレスが待っており、両者とも片言の英語で「ネクスト！　ネクスト！」「スリーベルト！」と直接交渉を展開していたことを明かし、「控室に行くまでの廊下で互いに『やろうよ』と言いました。『なるほど、やろうぜ』って」と当時のやり取りを語り、その後は両者は2ショットも撮影したとのことで、次戦での3団体統一戦が期待された。これについて寺地の父親で所属ジム会長の寺地永は「本人が来年31歳で、ライトフライ級の体重維持が難しくなってきている。早くやらせてあげたい」と述べた。
2022年11月8日、ゴンザレスが「Boxingscene.com」に向けて今後を語り、「私が指名試合をしなければならないのか、統一戦の機会を得ることができるのか、WBOの指示を待たなければならない」と慎重にコメントし、「これはビジネスであり、物事がどう運ぶかによる。私は108ポンドを作ることができるが、既に31歳であり、この体重を作るために犠牲を払ってきた」と発言し、階級アップも選択肢の一つに含まれるとの認識を示した。
2022年11月9日、メキシコのアカプルコで開催されたWBC年次総会において、WBCが寺地にWBC世界ライトフライ級1位で元2階級制覇王者ヘッキー・ブドラーとの指名試合を義務づけた。18日に寺地は「統一がしたいですけど。でもWBCから言われていたらするしかない」とまずは指名試合に応じる方針であることを明かした。
2022年11月16日、WBOのフランシスコ・バルカルセル会長が「統一戦の話が出ていると理解している。もしゴンサレスと寺地両陣営が交渉に入るなら、我々は喜んでサポートしたい」と地元記者に発言し、指名試合などの障害がないことを明かした。またゴンザレス擁するオールスター・ボクシングのフェリックス・トゥト・ザパタ・ジュニアは「もしWBOのお墨付きがあれば、ケンシロウとの統一戦はもちろん歓迎。クラスの歴史的な試合になる」と前向きな姿勢を見せた。

### 対戦決定後の概要から試合まで
2023年2月13日、東京都内で会見が開かれ、4月8日に有明アリーナでWBA・WBC世界ライトフライ級統一王者の寺地とWBO世界ライトフライ級王者のゴンサレスが世界3団体王座統一戦を行うことを発表した。またセミファイナルで元WBC世界バンタム級暫定王者でWBA世界バンタム級2位井上拓真と元WBA世界スーパーフライ級王者でWBA世界バンタム級3位リボリオ・ソリスによるWBA世界バンタム級王座決定戦、アンダーカードでWBOアジアパシフィックフェザー級王者及び第66代日本フェザー級王者でIBF世界フェザー級3位阿部麗也と元IBF世界スーパーバンタム級王者でIBFフェザー級2位キコ・マルチネスによるIBF世界フェザー級挑戦者決定戦、WBOアジアパシフィックウェルター級王者佐々木尽と第56代日本ウェルター級王者小原佳太によるタイトルマッチ、日本バンタム級4位与那覇勇気とプロデビュー戦となる元キックボクサーでRISE世界フェザー級王者那須川天心によるスーパーバンタム級6回戦が行われることが発表された。
しかし同年3月24日、WBO王者のゴンサレスがマイコプラズマ肺炎に感染した為欠場を発表、3団体王座統一戦は中止と発表されたが寺地サイドはWBO世界ライトフライ級13位のヘラルド・サパタ、既に来日していて4月15日に仁川広域市で試合を控えていたゴンサレスが所属しているプロモーターの同門で1階級上のWBA世界フライ級2位のアンソニー・オラスクアガの2人に絞って交渉している事を明らかにした。3団体王座統一戦が中止の発表から5日後、サパダがビザ取得が間に合わず既に来日していたアンソニー・オラスクアガとの防衛戦を行う事を発表した。

## 対戦カード
^Note 1 WBAスーパー・WBC・リングマガジン世界ライトフライ級タイトルマッチ
^Note 2 WBA世界バンタム級王座決定戦
^Note 3 IBF世界フェザー級挑戦者決定戦
^Note 4 WBOアジアパシフィックウェルター級タイトルマッチ

### 採点表
| 王座：WBA・WBC・リングマガジン世界ライトフライ級タイトルマッチ | 王座：WBA・WBC・リングマガジン世界ライトフライ級タイトルマッチ | 王座：WBA・WBC・リングマガジン世界ライトフライ級タイトルマッチ | 王座：WBA・WBC・リングマガジン世界ライトフライ級タイトルマッチ | 王座：WBA・WBC・リングマガジン世界ライトフライ級タイトルマッチ |                                  | 主審：マーク・ネルソン(2団体)    | 主審：マーク・ネルソン(2団体)    | 主審：マーク・ネルソン(2団体)    | 主審：マーク・ネルソン(2団体)    | 主審：マーク・ネルソン(2団体)                       |                                                     | 立会人：アラン・キム(WBA:韓国,WBAアジア地区統括本部長) ドウェイン・フォード(WBC:アメリカ合衆国,NABF会長) | 立会人：アラン・キム(WBA:韓国,WBAアジア地区統括本部長) ドウェイン・フォード(WBC:アメリカ合衆国,NABF会長) | 立会人：アラン・キム(WBA:韓国,WBAアジア地区統括本部長) ドウェイン・フォード(WBC:アメリカ合衆国,NABF会長) | 立会人：アラン・キム(WBA:韓国,WBAアジア地区統括本部長) ドウェイン・フォード(WBC:アメリカ合衆国,NABF会長) | 立会人：アラン・キム(WBA:韓国,WBAアジア地区統括本部長) ドウェイン・フォード(WBC:アメリカ合衆国,NABF会長) |
| 開催日：2023年4月8日                                           | 開催日：2023年4月8日                                           | 開催日：2023年4月8日                                           | 開催日：2023年4月8日                                           | 開催日：2023年4月8日                                           | 会場：東京都江東区・有明アリーナ | 会場：東京都江東区・有明アリーナ | 会場：東京都江東区・有明アリーナ | 会場：東京都江東区・有明アリーナ | 会場：東京都江東区・有明アリーナ | 主催：トップランク USA帝拳 オールスター・ボクシング | 主催：トップランク USA帝拳 オールスター・ボクシング | 主催：トップランク USA帝拳 オールスター・ボクシング                                                      | 主催：トップランク USA帝拳 オールスター・ボクシング                                                      | 主催：トップランク USA帝拳 オールスター・ボクシング                                                      | | |
| 寺地拳四朗                                                     | 寺地拳四朗                                                     | 対                                                             | アンソニー・オラスクアガ                                       | アンソニー・オラスクアガ                                       | 寺地拳四朗                       | 寺地拳四朗                       | 対                               | アンソニー・オラスクアガ         | アンソニー・オラスクアガ         | 寺地拳四朗                                          | 寺地拳四朗                                          | 対 | アンソニー・オラスクアガ                                                                                 | アンソニー・オラスクアガ                                                                                 | | |
| RS                                                             | TS                                                             | 回                                                             | TS                                                             | RS                                                             | RS                               | TS                               | 回                               | TS                               | RS                               | RS                                                  | TS                                                  | 回 | TS | RS | | |
| 10                                                             |                                                                | 1                                                              |                                                                | 9                                                              |                                  | 10                               |                                  | 1                                |                                  | 9                                                   |                                                     | 10 | | 1 | | 9 |
| 10                                                             | 20                                                             | 2                                                              | 18                                                             | 9                                                              | 10                               | 20                               | 2                                | 18                               | 9                                | 10                                                  | 20                                                  | 2 | 18 | 9 | | |
| 10                                                             | 30                                                             | 3                                                              | 26                                                             | 8                                                              | 10                               | 30                               | 3                                | 26                               | 8                                | 10                                                  | 30                                                  | 3 | 26 | 8 | | |
| 10                                                             | 40                                                             | 4                                                              | 35                                                             | 9                                                              | 10                               | 40                               | 4                                | 35                               | 9                                | 10                                                  | 40                                                  | 4 | 35 | 9 | | |
| 10                                                             | 50                                                             | 5                                                              | 44                                                             | 9                                                              | 10                               | 50                               | 5                                | 44                               | 9                                | 10                                                  | 50                                                  | 5 | 44 | 9 | | |
| 10                                                             | 60                                                             | 6                                                              | 53                                                             | 9                                                              | 10                               | 60                               | 6                                | 53                               | 9                                | 10                                                  | 60                                                  | 6 | 53 | 9 | | |
| 10                                                             | 70                                                             | 7                                                              | 62                                                             | 9                                                              | 10                               | 70                               | 7                                | 62                               | 9                                | 10                                                  | 70                                                  | 7 | 62 | 9 | | |
| 9                                                              | 79                                                             | 8                                                              | 72                                                             | 10                                                             | 9                                | 79                               | 8                                | 72                               | 10                               | 10                                                  | 80                                                  | 8 | 71 | 9 | | |
| 計                                                             |                                                                | –                                                              |                                                                | 計                                                             |                                  | 計                               |                                  | –                                |                                  | 計                                                  |                                                     | 計 | | – | | 計 |
| 副審：デビット・サザーランド(2団体)                            | 副審：デビット・サザーランド(2団体)                            | 副審：デビット・サザーランド(2団体)                            | 副審：デビット・サザーランド(2団体)                            | 副審：デビット・サザーランド(2団体)                            | 副審：宮崎久利(WBC)              | 副審：宮崎久利(WBC)              | 副審：宮崎久利(WBC)              | 副審：宮崎久利(WBC)              | 副審：宮崎久利(WBC)              | 副審：池原信遂(WBA)                                 | 副審：池原信遂(WBA)                                 | 副審：池原信遂(WBA)                                                                                      | 副審：池原信遂(WBA)                                                                                      | 副審：池原信遂(WBA)                                                                                      | | |
| 処分：無し                                                     | 処分：無し                                                     | 処分：無し                                                     | 処分：無し                                                     | 処分：無し                                                     | 減点：無し                       | 減点：無し                       | 減点：無し                       | 減点：無し                       | 減点：無し                       | 結果：寺地の9回0分58秒TKO勝ち                       | 結果：寺地の9回0分58秒TKO勝ち                       | 結果：寺地の9回0分58秒TKO勝ち                                                                            | 結果：寺地の9回0分58秒TKO勝ち                                                                            | 結果：寺地の9回0分58秒TKO勝ち                                                                            | | |

| 王座：WBA世界バンタム級王座決定戦 | 王座：WBA世界バンタム級王座決定戦 | 王座：WBA世界バンタム級王座決定戦 | 王座：WBA世界バンタム級王座決定戦 | 王座：WBA世界バンタム級王座決定戦 |                                          | 主審：ラウル・カイズ・ジュニア（米国）   | 主審：ラウル・カイズ・ジュニア（米国）   | 主審：ラウル・カイズ・ジュニア（米国）   | 主審：ラウル・カイズ・ジュニア（米国）   | 主審：ラウル・カイズ・ジュニア（米国）                   |                                                          | 立会人：アラン・キム(韓国,WBAアジア地区統括本部長)       | 立会人：アラン・キム(韓国,WBAアジア地区統括本部長)       | 立会人：アラン・キム(韓国,WBAアジア地区統括本部長)       | 立会人：アラン・キム(韓国,WBAアジア地区統括本部長) | 立会人：アラン・キム(韓国,WBAアジア地区統括本部長) |
| 開催日：2023年4月8日              | 開催日：2023年4月8日              | 開催日：2023年4月8日              | 開催日：2023年4月8日              | 開催日：2023年4月8日              | 会場：東京都江東区・有明アリーナ         | 会場：東京都江東区・有明アリーナ         | 会場：東京都江東区・有明アリーナ         | 会場：東京都江東区・有明アリーナ         | 会場：東京都江東区・有明アリーナ         | 主催：トップランク 帝拳プロモーション 大橋プロモーション | 主催：トップランク 帝拳プロモーション 大橋プロモーション | 主催：トップランク 帝拳プロモーション 大橋プロモーション | 主催：トップランク 帝拳プロモーション 大橋プロモーション | 主催：トップランク 帝拳プロモーション 大橋プロモーション |                                                    |                                                    |
| 井上拓真                          | 井上拓真                          | 対                                | リボリオ・ソリス                  | リボリオ・ソリス                  | 井上拓真                                 | 井上拓真                                 | 対                                       | リボリオ・ソリス                         | リボリオ・ソリス                         | 井上拓真                                                 | 井上拓真                                                 | 対                                                       | リボリオ・ソリス                                         | リボリオ・ソリス                                         |                                                    |                                                    |
| RS                                | TS                                | 回                                | TS                                | RS                                | RS                                       | TS                                       | 回                                       | TS                                       | RS                                       | RS                                                       | TS                                                       | 回                                                       | TS                                                       | RS                                                       |                                                    |                                                    |
| 9                                 |                                   | 1                                 |                                   | 10                                |                                          | 10                                       |                                          | 1                                        |                                          | 9                                                        |                                                          | 9                                                        |                                                          | 1                                                        |                                                    | 10                                                 |
| 10                                | 19                                | 2                                 | 19                                | 9                                 | 10                                       | 20                                       | 2                                        | 18                                       | 9                                        | 10                                                       | 19                                                       | 2                                                        | 18                                                       | 9                                                        |                                                    |                                                    |
| 10                                | 29                                | 3                                 | 28                                | 9                                 | 10                                       | 30                                       | 3                                        | 27                                       | 9                                        | 10                                                       | 29                                                       | 3                                                        | 28                                                       | 9                                                        |                                                    |                                                    |
| 9                                 | 38                                | 4                                 | 38                                | 10                                | 9                                        | 39                                       | 4                                        | 37                                       | 10                                       | 9                                                        | 38                                                       | 4                                                        | 38                                                       | 10                                                       |                                                    |                                                    |
| 10                                | 48                                | 5                                 | 47                                | 9                                 | 10                                       | 49                                       | 5                                        | 46                                       | 9                                        | 10                                                       | 48                                                       | 5                                                        | 47                                                       | 9                                                        |                                                    |                                                    |
| 9                                 | 57                                | 6                                 | 57                                | 10                                | 9                                        | 58                                       | 6                                        | 56                                       | 10                                       | 9                                                        | 57                                                       | 6                                                        | 57                                                       | 10                                                       |                                                    |                                                    |
| 10                                | 67                                | 7                                 | 66                                | 9                                 | 10                                       | 68                                       | 7                                        | 65                                       | 9                                        | 10                                                       | 67                                                       | 7                                                        | 66                                                       | 9                                                        |                                                    |                                                    |
| 10                                | 77                                | 8                                 | 75                                | 9                                 | 10                                       | 78                                       | 8                                        | 74                                       | 9                                        | 10                                                       | 77                                                       | 8                                                        | 75                                                       | 9                                                        |                                                    |                                                    |
| 10                                | 87                                | 9                                 | 84                                | 9                                 | 10                                       | 88                                       | 9                                        | 83                                       | 9                                        | 10                                                       | 87                                                       | 9                                                        | 84                                                       | 9                                                        |                                                    |                                                    |
| 10                                | 97                                | 10                                | 93                                | 9                                 | 10                                       | 98                                       | 10                                       | 92                                       | 9                                        | 9                                                        | 96                                                       | 10                                                       | 94                                                       | 10                                                       |                                                    |                                                    |
| 10                                | 107                               | 11                                | 102                               | 9                                 | 10                                       | 108                                      | 11                                       | 101                                      | 9                                        | 10                                                       | 106                                                      | 11                                                       | 103                                                      | 9                                                        |                                                    |                                                    |
| 10                                | 117                               | 12                                | 111                               | 9                                 | 10                                       | 118                                      | 12                                       | 110                                      | 9                                        | 10                                                       | 116                                                      | 12                                                       | 112                                                      | 9                                                        |                                                    |                                                    |
| 計                                | 117                               | –                                 | 111                               | 計                                |                                          | 計                                       | 118                                      | –                                        | 110                                      | 計                                                       |                                                          | 計                                                       | 116                                                      | –                                                        | 112                                                | 計                                                 |
| 副審：ロバート・ホイル（米国）    | 副審：ロバート・ホイル（米国）    | 副審：ロバート・ホイル（米国）    | 副審：ロバート・ホイル（米国）    | 副審：ロバート・ホイル（米国）    | 副審：ジャン・ロベール・レーヌ（モナコ） | 副審：ジャン・ロベール・レーヌ（モナコ） | 副審：ジャン・ロベール・レーヌ（モナコ） | 副審：ジャン・ロベール・レーヌ（モナコ） | 副審：ジャン・ロベール・レーヌ（モナコ） | 副審：スティーブ・ワイスフェルド（米国）                 | 副審：スティーブ・ワイスフェルド（米国）                 | 副審：スティーブ・ワイスフェルド（米国）                 | 副審：スティーブ・ワイスフェルド（米国）                 | 副審：スティーブ・ワイスフェルド（米国）                 |                                                    |                                                    |
| 処分：無し                        | 処分：無し                        | 処分：無し                        | 処分：無し                        | 処分：無し                        | 減点：無し                               | 減点：無し                               | 減点：無し                               | 減点：無し                               | 減点：無し                               | 結果：井上の判定勝ち                                     | 結果：井上の判定勝ち                                     | 結果：井上の判定勝ち                                     | 結果：井上の判定勝ち                                     | 結果：井上の判定勝ち                                     |                                                    |                                                    |

### チケット
観戦チケットは2023年2月28日に、リングサイドA＝11万円、リングサイドB＝7万7000円、指定席A＝5万5000円、指定席B＝3万3000円、指定席C＝2万2000円、指定席D＝1万1000円のチケットが発売された。